# Manilkara gonavensis
Manilkara gonavensis е вид растение от семейство Sapotaceae. Видът е критично застрашен от изчезване.

## Разпространение
Разпространен е в Хаити.